# Cabeiren

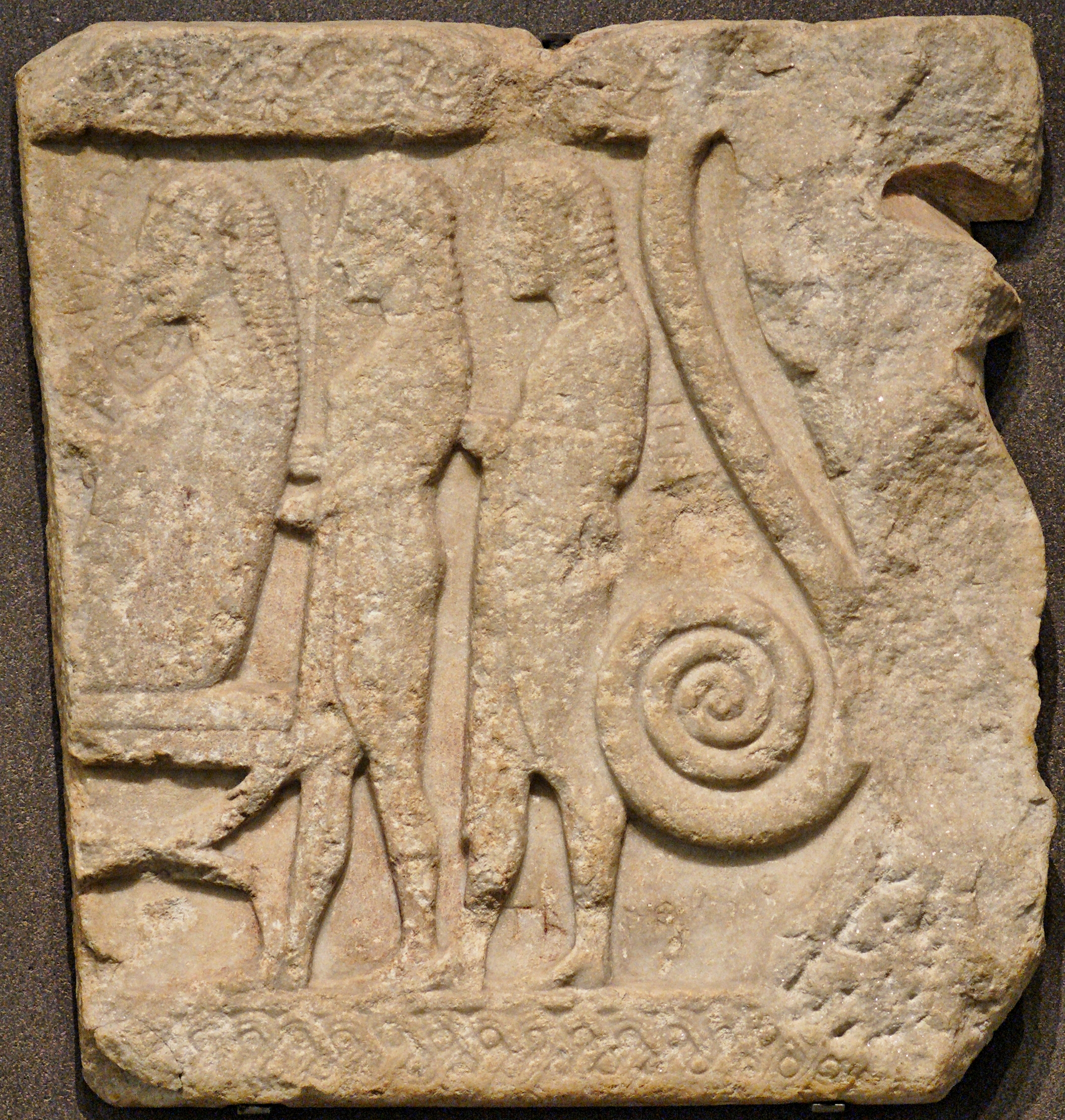
Relief uit Samothrake met de initiatie van Agamemnon voor de Cabeiren.

De Cabeiren, Cabiren of Kabeiren (Grieks: Κάβειροι, later ook wel Κάβιροι, Latijn: Cabiri) vormen een gezelschap goden van vóór-Griekse (Pelasgische) origine die in mysteriecultussen vooral op de eilanden Lemnos, Imbros en Samothrake werden aanbeden. Ze boden bescherming tegen stormen, maar als nakomelingen van Hephaistos golden ze ook als goede handwerkslieden. Ze waren vaak verbonden aan vruchtbaarheidscultussen.

## De naam
Vermoedelijk bestond de cultus van de Cabeiren al vóór de komst van de Hellenen in Griekenland en is het woord ‘kabeiroi’ van oorsprong pre-Grieks, mogelijk Frygisch of Semitisch. Josephus Justus Scaliger bracht de naam in de 16de eeuw al in verband met het Semitische kabir, 'groot'. Maar vele andere verklaringen van de naam zijn ook voorgesteld. Zo is er een verband met het Sumerisch-Hurritische kabar of kibir (koper, brons) verondersteld, en is de naam wel gelijkgesteld met die van de oud-Indische god Kúbera.

## Verspreiding van de cultus
De Cabeiren werden vooral aanbeden op de eilanden Lemnos, Imbros en Samothrake in het noordoosten van de Egeïsche Zee. De oudste getuigenis die we kennen, afkomstig uit een toneelstuk van Aischylos met de titel Kabeiroi, vertelt dat de Argonauten in contact kwamen met de Cabeiren op het eiland Lemnos, waar de Cabeiren hun wijn in overvloed beloofden. Op dit eiland stond ook een Kabeirion (tempel voor de Cabeiren), dat oorspronkelijk stamt uit de voor-Helleense periode. Samothrake nam langzamerhand de hoofdrol van Lemnos over en het Heiligdom van de Grote Goden van Samothrake groeide uit tot de belangrijkste cultusplaats. Een verdere verspreiding van de cultus blijkt uit het feit dat de Cabeiren in ieder geval vanaf de 4de eeuw v.Chr. ook op het eiland Delos werden vereerd. Op het Griekse vasteland waren er ook Boeotische Cabeiren, die – volgens Pausanias – vereerd werden op verschillende plaatsen in de buurt van Thebe. In de tijd van het hellenisme verspreidde zich de verering van de Cabeiren over de gehele Griekstalige wereld van Macedonië tot Egypte en van het Zwarte-Zeegebied tot Italië.

## De aard van de Cabeiren
Over het aantal Cabeiren, hun natuur en de samenstelling van hun gezelschap was al sinds de vroegste oudheid veel onduidelijkheid. Verschillende bronnen noemen ene Cabeiro of Cabeira, een dochter van Proteus, als moeder van de Cabeiren bij Hephaistos. Zij werden wel voorgesteld als dwergachtige helpers van Hephaistos.
De Cabeiren waren misschien oorspronkelijk lagere godheden die helpers waren van een moedergodin, die verschillend wordt aangeduid als Demeter, Rhea, Cybele, Hecate of Persephone. In dat opzicht zouden ze dan vergelijkbaar zijn met de Corybanten en de Cureten (met wie ze ook wel gelijkgesteld werden). Maar later werden ze ook zelf als volwaardige goden beschouwd en op één lijn gesteld met de ‘Grote Goden’.
De namen van de Cabeiren op Samothrake worden genoemd: Axieros, Axiokersa en Axiokersos. De schrijver Mnaseas, die de bron is van deze informatie, stelt de eerste gelijk met Demeter, de tweede met Persephone en de derde met Hades. Misschien was dit oorspronkelijk een triade van goden, maar vaak wordt nog een vierde toegevoegd, Cadmilus (of Casmilus), een ithyfallische (dat wil zeggen met opgerichte penis) god die gelijkgesteld werd met Hermes. Tijdens de mysteriën op Samothrake werden waarschijnlijk aan de ingewijden onthullingen gedaan over de seksuele relatie tussen Persephone en Hermes.
In Boeotië werd een oudere 'Kabeiros' vereerd samen met een kind (Grieks ‘pais’), zoals blijkt uit wijgeschenken die zijn gevonden in het Kabeirion (tempel van de Cabeiren) dat ongeveer tien km ten oosten van Thebe lag.
In Berytos (het tegenwoordige Beiroet) werden volgens Philo van Byblos 7 Cabeiren vereerd, aan wie de Fenicische god Esmun als 8ste werd toegevoegd.

## De Cabeiren en de Romeinse Penaten
Volgens Dionysius van Halicarnassus zou Dardanus, nadat hij met zijn broer Jasion (of Jasos) en zijn zuster Harmonia de wijk had genomen uit Arcadië, de mysteriën op Samothrake hebben gesticht, waarna hij stichter werd van Dardania in de Troas. Door de Romeinen werden hun Penaten, hun huisgoden, soms als gelijk beschouwd aan de Cabeiren of aan de Dioscuren (met wie de Cabeiren ook wel verward werden). De Romeinse schrijver Varro maakte ervan dat de Penaten door Dardanus uit de Arcadische stad Pheneos naar Samothrake waren overgebracht en vandaar door Aeneas meegenomen naar Italië.